# 马尔芒德站
马尔芒德站，是法国的一个铁路车站，位于法国西南部城市马尔芒德。

## 位置
马尔芒德站位于马尔芒德市区的中部，老城区以北，波尔多－塞特铁路78.815公里处。车站大致呈西北-东南走向，开口朝西南，面向马尔芒德市区。

## 历史
马尔芒德站最初由法国南方-加龙运河铁路公司修建和运营。1894年，巴黎-奥尔良铁路公司开通了连接马尔芒德的马尼亚克－马尔芒德铁路铁路，同时，前往蒙德马桑方向的马尔芒德－蒙德马桑铁路铁路也投入运营，马尔芒德曾一度成为一个铁路枢纽。
因客流量下降，加之铁路设施老化，除波尔多－塞特铁路外，其余铁路现已基本废弃。

## 设施
马尔芒德站设有人工售票窗口，其开放时间如下：
- 周一至周四：6:10~20:20
- 周五：6:10~20:50
- 周六：7:10~20:20
- 周日及节假日：8:55~20:20

此外，马尔芒德站的站内还设有自动售票机等设施。

## 停靠线路
以下列车线路在马尔芒德站停靠：
| 马尔芒德站列车线路表           |            |                                |            |                 |
| 线路                           | 车种       | 上一站                         | 下一站     | 大致运行频率    |
| 波尔多圣让站—马赛圣夏勒站      | INTERCITÉS | 波尔多圣让站                   | 阿让站     | 每天3趟左右     |
| 波尔多圣让站/馬爾芒德站—阿让站 | TER        | 拉雷奥勒站/圣巴泽伊站/（起点） | 通南斯站   | 每天10趟左右    |
| 波尔多圣让站—馬爾芒德站        | TER        | 拉雷奥勒站/圣巴泽伊站          | （终点）   | 每天2趟         |
| 阿让站→朗贡站                  | TER        | 通南斯站                       | 拉雷奥勒站 | 每天1班（单向） |
| 1. 2.                          |            |                                |            |                 |

## 配套交通

### 长途客车
| 停靠马尔芒德站的大巴车 |                      |                                                                          |
| 上下车地点             | 运营单位             | 主要线路及目的地                                                         |
| 马尔芒德站门口         | 大区城际客运 Car TER | - 馬爾芒特-巴爾波坦鐵路: 加龙河畔富尔科、卡斯泰勒雅卢、乌埃累斯          |
| 马尔芒德站门口         | Tidéo                | - 800线：通南斯、克萊拉克、洛特河畔拉菲特、洛特寺、洛特河畔新城          |
| 马尔芒德站门口         | SNCF Car TER         | （当某条铁路线施工或罢工时，SNCF可能也会提供途径该线路沿途站点的大巴车） |
| 1. 2.                  |                      |                                                                          |

### 市内交通
| 马尔芒德站附近的市内公共交通线路  |                | |
| 公交车站名称                      | 位置           | 停靠线路 |
| MARMANDE-Gare SNCF 马尔芒德火车站 | 马尔芒德站门口 | - A线：MARMANDE-Docteur Neau / Le Bédat ↔ MARMANDE-Côtes du Marmandais / SAINT-BAZEILLE-Ste-Bazeille - B线：MARMANDE-Condorcet / Creuzet ↔ MARMANDE-Aérodrome - C线：VIRAZEIL-Virazeil Centre ↔ SAINT-PARDOUX-DU-BREUIL-Cramat - D线：MARMANDE-Gare SNCF ↔ SAINT-BAZEILLE-Ste-Bazeille |
| 1. 2.                             |                | |

### 社会车辆
马尔芒德站门口设有社会车辆停车场。

## 临近车站
| 马尔芒德站（Gare de Marmande） |                  |          |
| 上行车站                       | 线路             | 下行车站 |
| 圣巴泽伊站                     | 波尔多－塞特铁路 | 通南斯站 |
| - 本表仅显示运营中的线路及车站 |                  |          |